# Schabinka (Fluss)
Die Schabinka (belarussisch Жабінка) ist ein kleiner Fluss in Rajonen Kamjanez und Schabinka in der Breszkaja Woblasz in Belarus. Die Länge des Flusses beträgt 25 Kilometer. Die Schabinka entspringt südwestlich des Dorfes Pelischtscha und mündet als rechter Zufluss in der Stadt Schabinka in den Muchawez. Das durchschnittliche Gefälle des Flusses beträgt 0,5 ‰. Der Fluss ist auf der gesamten Länge kanalisiert.